# Понор Пандирало
Понор Пандирало је геоморфолошки облик настао на месту увирања површинских вода у изворишном
делу Сврљишког Тимока у подземље, код села Периш.

## Положај и прилаз
Понор Пандирало се налази у селу Периш на неколико стотина метара од главног путног праваца који од давнина води ка Старој планини, на споју нишавске и тимочке долине, и граници два велика планинска система, Старе планине и Сврљишких планина. 
Област у коме се налази село Периш од давнина је не само гранично подручје у географском већ и у и у административном погледу. Кроз њега је некада пролазила граница између римских провинција, потом граница турских санџака, а између 1837. и 1877. године и граница између Кнежевине Србије и Османског царства. И данас је овде административна граница, али сад три управна округа Републике Србије — Пиротског, Нишававског и Зајечарског.
Понор је удаљен, око 52 км од Пирота, око 25 км, од Беле Паланке и 15 км од средишта Сврљига коме гравитира и административно припада. 
У селу се налази за овај крај значајна раскрсница од које се одваја пут који води за Калну и Бабин зуб преко књажевачког села Јаловик Извор, као најкраћа веза и туристичка дестинација која од  града Ниша води до Старе планине.

## Географија
Ддловањем флувијалне и крашке ерозије на простору Сврљишког краја након олигоценских тектонских покрета, праћених убирањем, раседањем и навлачењем, почиње разарање кречњачког слоја где је он био најтањи и долази до откривања вододржњивог слоја, на коме се образује хидрографска мрежа кратких притока Сврљишког језера. Након ишчезавања неогеног језера, велики број тих притока бива преобраћен у понорнице, међу којима је најзначајнија Сврљишког Тимок, а у исто време на дну котлине почиње флувио-денудациона фаза.
Река Турија (Козјанска река), која се сматра изворишним краком или саставницом Сврљишког Тимока, у свом изворишном делу формира се од неколико потока који теку један уз други - испод Бабине Главе, непосредно испод напуштеног дела, око 1 km дугачке и 250 m, широке долине. Након тока од око 1.000 метара, река Турија чији је слив од Сврљишке котлине одвојен ниском кречњачком гредом Пандирало, у њеном подношју, на висини од 470 м, она улази у понор Пандирало, код сврљишког села Периш, и недалеко одатле, траг реке се губи. Како у време великих падавина крашки канали врелско-понорске пећине у Пандиралу не могу да приме високе воде Турије, узводно се образује периодско језеро које траје највише десетак дана (претежно у јесен и пролеће, али и после јаких киша у лето), због обешумљености слива.
Овај велики  мрачни отвор у стенској греди Пандирало, који је облика подземне просторије, са кречњачким зидовима, наставља се у крашке канале пећине Вадиводе, дуге око 80 m, са отвором висине од 1,3 m, ширине 3,5 m, у дужини од 660 метара и Пештерине, и завршавају се уским процепом.  Из њих на другој страни села Периш, из пећине излази и поново се формира река Турија, на месту званом Перишка врела, у врху кратке клисурасто-кањонске  долинице, на 440 метара надморске висине, око које се на кречњачким одсецима налазе отвори пећина Вадиводе и Пештерине. 
Низводно од села Периш након шо Турија прима воду Околишке и Манојлићке реке, наставља као Сврљишки Тимок. Висинска разлика између понора Пандирало и Перишких врела износи око 30 метара.